# Heinrich Joseph von Collin

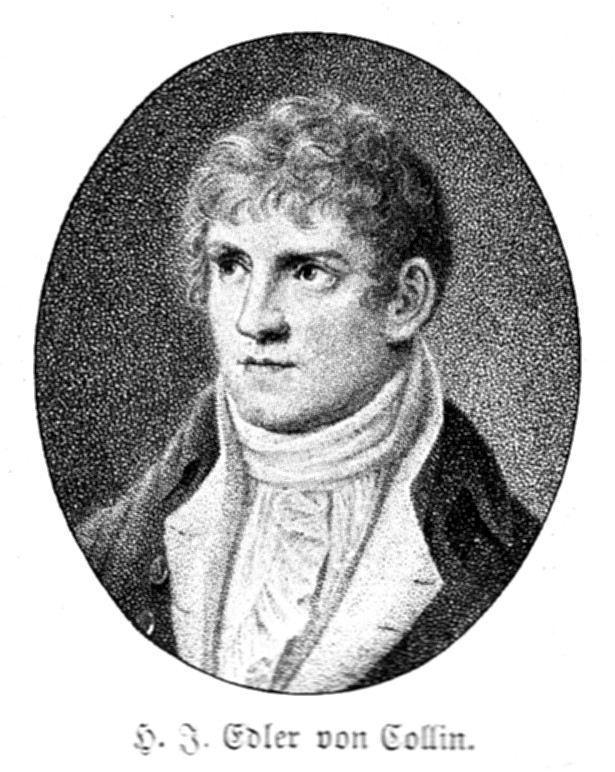
Heinrich Joseph von Collin.

Heinrich Joseph von Collin, född den 26 december 1771 i Wien, död där den 28 juli 1811, var en österrikisk skald.
Collin, som dog som österrikiskt hovråd, var under krigsåren 1805 och 1809 betrodd med många viktiga uppdrag och utarbetade sig i tjänsten. Hans tragedier, av vilka Regulus (1802) är den främsta, erinrar om det fransk-klassiska skådespelet. Av hans dikter är många ägnade åt fosterländska historiska minnen. Hans samlade arbeten utgavs 1812–1814 i 6 band av hans bror, Matthäus von Collin, även han känd som författare. Heinrich Joseph von Collins biografi skrevs av Ferdinand Laban (1879).
von Collin är begravd på Zentralfriedhof Wien.